# Washington Star
Washington Star, též známý pod názvy Washington Star-News nebo Washington Evening Star, byl název novinového večerníku vydávaného v oblasti Washingtonu, D. C. mezi lety 1852 až 1981. Po většinu doby své existence byl hlavním a nejčtenějším washingtonským deníkem vůbec, ve kterém dlouhou dobu působila známá sloupkařka Mary McGroryová a také karikaturista Clifford K. Berryman. Dne 7. srpna 1981 došlo po 130 letech existence k zastavení činnosti Washington Star a zanedlouho poté byl vyhlášen bankrot. Zbylý majetek společnosti, zahrnující například budovu centrály i s tiskařskými stroji, byl skoupen konkurenčním deníkem Washington Post.